# Neuvillalais
Neuvillalais est une commune française située dans le département de la Sarthe en région Pays de la Loire, peuplée de 593 habitants.
La commune fait partie de la province historique du Maine, et se situe dans la Champagne mancelle.

## Géographie

### Communes limitrophes
|               | Vernie       |                        |
| Crissé        | Neuvillalais | Mézières-sous-Lavardin |
| Rouez, Tennie | Conlie       |                        |

### Géologie et relief
La superficie de la commune est de 1 886 hectares ; son altitude varie entre 76 et 172 mètres.

### Hydrographie
Le nord de la commune est traversé par la Longuève, en provenance de Crissé pour s'écouler vers Vernie. Celle-ci se sépare au niveau du Pont de Monay en Ruisseau de Bonne Fontaine, ce dernier se séparant également au niveau du Moulin Neuf pour donner le Ruisseau de Brice.

### Voies de communication et transports

#### Voies de communications terrestres
La commune est traversée par la D21, allant de Alençon jusqu'à Brûlon ; cette route relie directement le village aux communes de Conlie et Vernie.

### Climat
Pour des articles plus généraux, voir Climat des Pays de la Loire et Climat de la Sarthe.
En 2010, le climat de la commune est de type climat océanique altéré, selon une étude du CNRS s'appuyant sur une série de données couvrant la période 1971-2000. En 2020, Météo-France publie une typologie des climats de la France métropolitaine dans laquelle la commune est dans une zone de transition entre le climat océanique et le climat océanique altéré et est dans la région climatique  Moyenne vallée de la Loire, caractérisée par une bonne insolation (1 850 h/an) et un été peu pluvieux. 
Pour la période 1971-2000, la température annuelle moyenne est de 10,9 °C, avec une amplitude thermique annuelle de 13,8 °C. Le cumul annuel moyen de précipitations est de 734 mm, avec 12,3 jours de précipitations en janvier et 7,1 jours en juillet. Pour la période 1991-2020, la température moyenne annuelle observée sur la station météorologique de Météo-France la plus proche, « Saint Germain_sapc », sur la commune de Fresnay-sur-Sarthe à 14 km à vol d'oiseau, est de 11,9 °C et le cumul annuel moyen de précipitations est de 695,6 mm,. Pour l'avenir, les paramètres climatiques de la commune estimés pour 2050 selon différents scénarios d'émission de gaz à effet de serre sont consultables sur un site dédié publié par Météo-France en novembre 2022.

## Urbanisme

### Typologie
Au 1er janvier 2024, Neuvillalais est catégorisée commune rurale à habitat dispersé, selon la nouvelle grille communale de densité à sept niveaux définie par l'Insee en 2022.
Elle est située hors unité urbaine. Par ailleurs la commune fait partie de l'aire d'attraction du Mans, dont elle est une commune de la couronne,. Cette aire, qui regroupe 144 communes, est catégorisée dans les aires de 200 000 à moins de 700 000 habitants,.

### Occupation des sols
L'occupation des sols de la commune, telle qu'elle ressort de la base de données européenne d’occupation biophysique des sols Corine Land Cover (CLC), est marquée par l'importance des territoires agricoles (96,8 % en 2018), une proportion sensiblement équivalente à celle de 1990 (96,9 %). La répartition détaillée en 2018 est la suivante : 
terres arables (73,3 %), prairies (18,8 %), zones agricoles hétérogènes (4,7 %), forêts (1,7 %), zones urbanisées (1,6 %). L'évolution de l’occupation des sols de la commune et de ses infrastructures peut être observée sur les différentes représentations cartographiques du territoire : la carte de Cassini (XVIIIe siècle), la carte d'état-major (1820-1866) et les cartes ou photos aériennes de l'IGN pour la période actuelle (1950 à aujourd'hui).

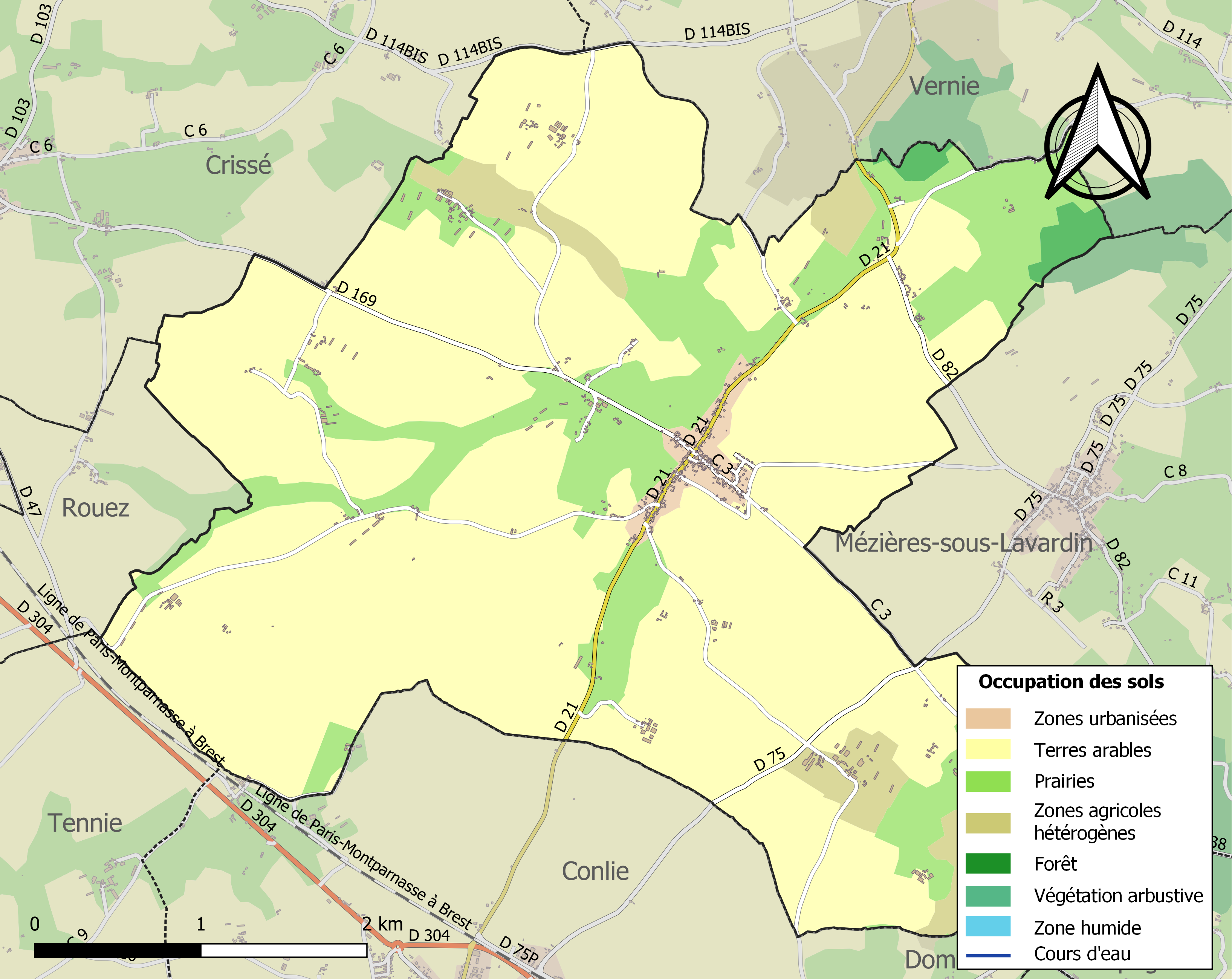
Carte des infrastructures et de l'occupation des sols de la commune en 2018 (CLC).

## Toponymie
L'ancien nom de la commune est Neuville-Lalais[réf. à confirmer], qui a par la suite évolué en Neuvillalais. Il proviendrait du latin nova villa, qui signifie « nouvelle ville » ou « domaine nouveau » (au sens de domaine agricole).
En 2015, les habitants n'avaient toujours pas de nom (gentilé). Après avoir interrogé la population, le conseil municipal a validé le nom qui a remporté le plus de voix. Ainsi, les habitants de Neuvillalais s'appellent depuis le 1er janvier 2016 les Neuvillalois et les Neuvillaloises.

## Politique et administration

### Administration municipale
Le nombre d'habitants au dernier recensement étant compris entre 500 et 1 499, le nombre de membres du conseil municipal est de 15.

### Liste des maires
| Période   | Période   | Identité            | Étiquette | Qualité                |
| --------- | --------- | ------------------- | --------- | ---------------------- |
| 1995      | mars 2014 | Jean-Luc Jardin     | SE        | Clerc de notaire       |
| mars 2014 | mai 2020  | Emmanuelle Lefeuvre | SE        | Agricultrice           |
| mai 2020  | En cours  | Jean-Claude Level   | SE        | Technicien territorial |

## Population et société

### Démographie
L'évolution du nombre d'habitants est connue à travers les recensements de la population effectués dans la commune depuis 1793. Pour les communes de moins de 10 000 habitants, une enquête de recensement portant sur toute la population est réalisée tous les cinq ans, les populations de référence des années intermédiaires étant quant à elles estimées par interpolation ou extrapolation. Pour la commune, le premier recensement exhaustif entrant dans le cadre du nouveau dispositif a été réalisé en 2008.
En 2022, la commune comptait 593 habitants, en évolution de +0,34 % par rapport à 2016 (Sarthe : −0,25 %, France hors Mayotte : +2,11 %).
| 1793  | 1800  | 1806  | 1821  | 1831  | 1836  | 1841  | 1846  | 1851  |
| ----- | ----- | ----- | ----- | ----- | ----- | ----- | ----- | ----- |
| 1 067 | 1 128 | 1 160 | 1 072 | 1 153 | 1 146 | 1 135 | 1 124 | 1 113 |

| 1856  | 1861  | 1866  | 1872  | 1876  | 1881  | 1886  | 1891 | 1896 |
| ----- | ----- | ----- | ----- | ----- | ----- | ----- | ---- | ---- |
| 1 120 | 1 070 | 1 110 | 1 047 | 1 088 | 1 044 | 1 021 | 938  | 913  |

| 1901 | 1906 | 1911 | 1921 | 1926 | 1931 | 1936 | 1946 | 1954 |
| ---- | ---- | ---- | ---- | ---- | ---- | ---- | ---- | ---- |
| 873  | 858  | 894  | 756  | 757  | 749  | 717  | 762  | 760  |

| 1962 | 1968 | 1975 | 1982 | 1990 | 1999 | 2006 | 2008 | 2013 |
| ---- | ---- | ---- | ---- | ---- | ---- | ---- | ---- | ---- |
| 638  | 580  | 515  | 470  | 412  | 426  | 537  | 569  | 583  |

| 2018 | 2022 | - | - | - | - | - | - | - |
| ---- | ---- | - | - | - | - | - | - | - |
| 590  | 593  | - | - | - | - | - | - | - |

### Enseignement
La commune dispose d'une école accueillant des classes de maternelle ; elle est organisée en syndicat intercommunal à vocation scolaire (SIVOS) avec les communes de Mézières-sous-Lavardin et Vernie. Un transport scolaire est assuré entre ces trois communes et une garderie périscolaire est également mise à disposition des parents.
L'association 2 000 Pattes des parents d'élèves du Sivos de la Longuève a pour but de récolter des fonds pour financer l'achat de matériel scolaire ou/et l'organisation de sorties péri-scolaires pour les trois écoles du Sivos. Les recettes sont intégralement reversées aux trois écoles. Chaque année elle organise diverses manifestations dans les trois communes. Le clou de l'année se termine par la kermesse organisée avec le concours des instituteurs et des parents d'élèves bénévoles marquant ainsi la fin de l'année scolaire.

### Manifestations culturelles et festivités
Vers fin juin, la kermesse des écoles du SIVOS organisée par 2 000 Pattes et les instituteurs des écoles. Les 150 enfants des trois écoles présentent leur spectacle et de nombreux stands de jeux sont mis en place.
À la fin août se déroulait la traditionnelle fête du cochon— anciennement appelée l'Assemblée — organisée par le comité des fêtes jusqu'en 2017. Elle avait lieu le dimanche le plus près de la Saint Louis. Elle regroupait un vide-grenier dans le bourg du village et un repas composé cochon grillé est proposé aux visiteurs.

### Santé
L’hôpital le plus proche est le centre hospitalier du Mans, situé à environ 27 km.
Deux défibrillateurs automatiques sont à disposition, un au niveau de la porte entrée arrière de l'église et un dans la cour de l'école au niveau de la porte d'entrée de la cantine scolaire[pertinence contestée].

### Sports

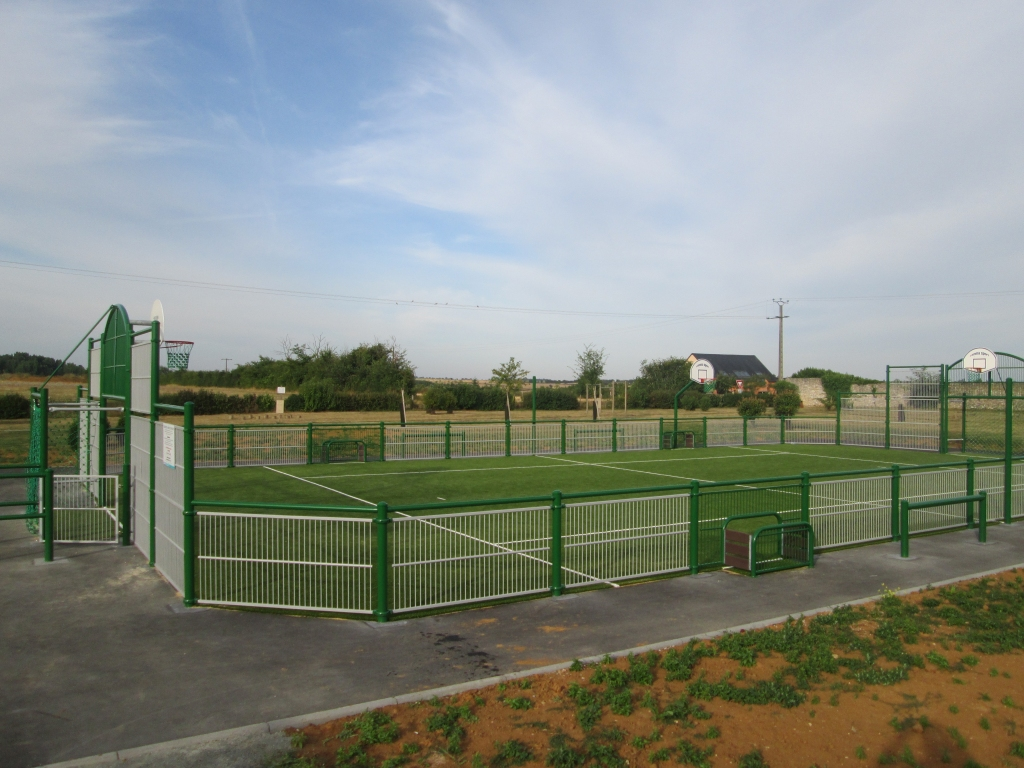
Le citystade de la commune.

Lors de l'été 2015 a été inauguré le terrain multi-sports, installé sur le terrain de loisirs.

### Économie
La commune dispose d'un commerce, le Méridien, faisant office de bar-restaurant-épicerie.

## Culture locale et patrimoine

### Lieux et monuments
L'église, dédiée à saint Pierre, a été bâtie au XIIe siècle. Le culte ayant été arrêté en 1794, le bâtiment a été vendu en 1796 ; devant être démolie, elle fut rachetée l'année suivante par un maréchal-ferrant (M. Foucault) qui s'en servit de lieu de stockage. Revendu en 1807 au maire, celui-ci la lègue à la commune à la condition que l’église redevienne un lieu de culte, ce qui sera chose faite.

À Vignolles, un prieuré était dédié à saint Damien. Fondé au XIIe siècle par la famille Riboul, il appartenait à l'abbaye de la Couture au Mans.

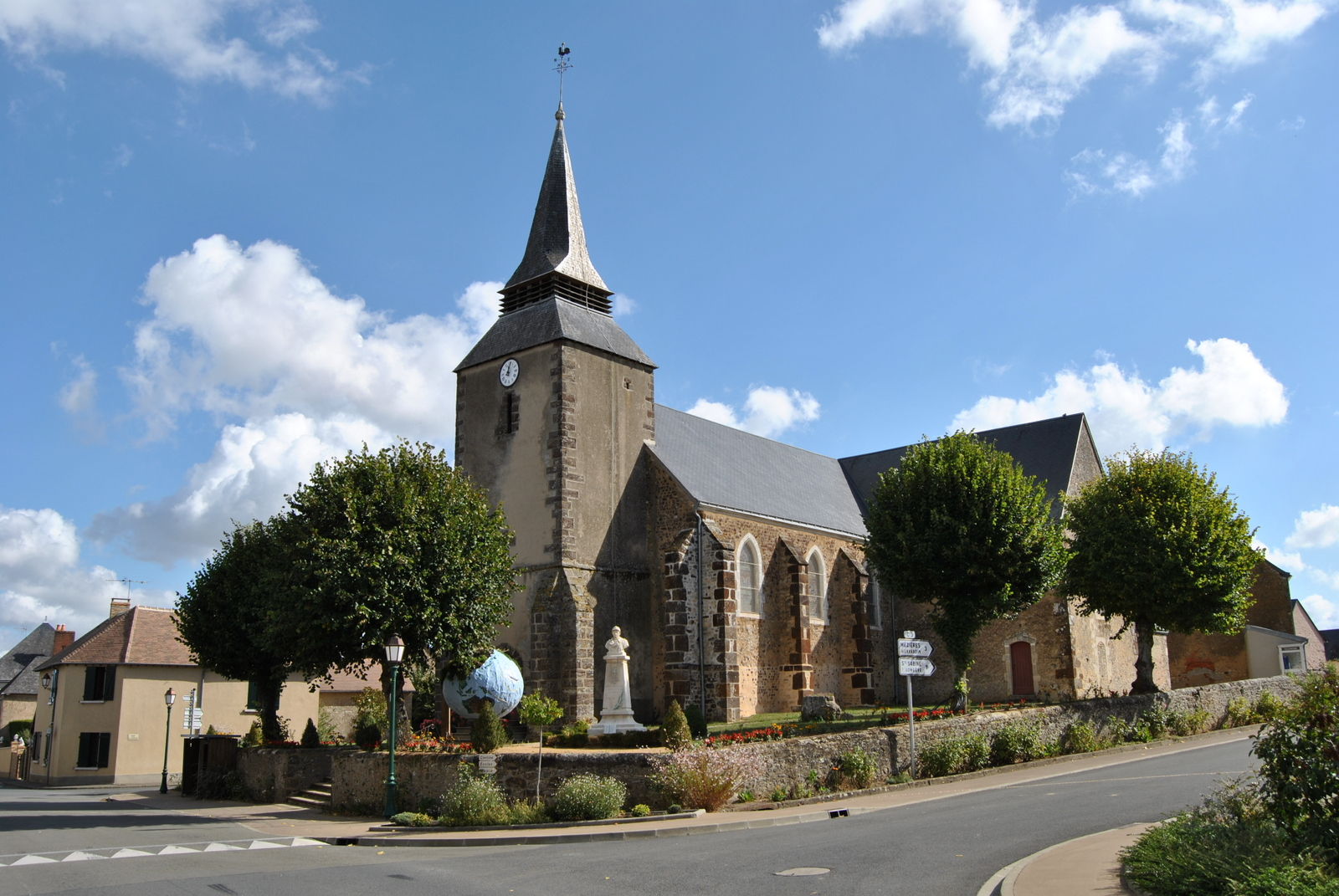
L'église.

À Saint-Aignan  (point culminant de la commune) se situe une autre chapelle.
Autrefois nous pouvions dénombrer 5 moulins à eau et 1 moulin à vent.
Le méridien de Greenwich passe par l'église du village. Il est matérialisé au sol par une bande réalisée en pavés qui coupe la rue principale : la rue du Méridien.

#### Randonnée
Deux parcours de randonnées balisés sont disponibles au départ du parking de la place du Méridien :
- parcours 1 : Circuit des 2 lavoirs, d'une longueur de 6 km, qui propose aux randonneurs de passer par les deux lavoirs de la commune ;
- parcours 2 : Circuit du Méridien, d'une longueur de 12 km.